# Grallaria erythrotis
Grallaria erythrotis е вид птица от семейство Grallariidae.

## Разпространение
Видът е разпространен в Боливия.